# 朝鮮労働党作戦部
朝鮮労働党作戦部（ちょうせんろうどうとうさくせんぶ）は、かつて存在した朝鮮民主主義人民共和国（北朝鮮）の情報機関。俗に他の党諜報機関とともに「三号庁舎」とも呼ばれる。2009年に党対外情報調査部と軍総参謀部偵察局と統合して朝鮮人民軍偵察総局が発足したことにより、発展的に解消した。

## 概要
朝鮮労働党作戦部は、スパイの護送及び浸透、破壊工作、要人暗殺を担当する機関であった。スパイを韓国（南朝鮮）や日本に護送したり､逆に韓国や日本から北朝鮮へ護送していた｡また工作船やユーゴ型潜水艇による浸透事件、日本人拉致事件の実行機関と言われている。最優秀の要員が3000人近く所属しており､3号庁舎の中でもっとも規模が大きかった。傘下に324連絡所、414連絡所、器材連絡所、三池淵連絡所、915病院、金正日政治軍事大学等を持っていた。安明進が所属していた機関としても知られている。

### 314連絡所
朝鮮労働党3号庁舎内に位置し、旅券、ドル紙幣、韓国紙幣、各種証明書、書類の偽造をおこなう。

### 414連絡所
作戦部傘下の414連絡所は、通信指令や無線傍受を中心に、暗号通信連絡、偽札印刷、スパイ装備の製作、偽造パスポートの製作などをおこなっていた。同連絡所は、平壌直轄市中区域蓮花洞、平安南道平城市、開城特別市、江原道法洞郡、黄海南道長淵郡、平安南道文徳郡など北朝鮮全域40か所に分所があった。工作員とは別に学者、海外で教育を受けた技術者など600人が工作員用の機材を製作していた。
 偽札印刷
北朝鮮は1970年代から偽札を作ってきたが工作用の小規模なものであった。北朝鮮は長年外貨不足に悩んでおり、その解決策の1つとして1980年代後半からは､大量生産体制に切り替えた。当初、印刷された偽100ドル札は､外交官用の外交行嚢に収められ、香港、マカオ、中東、アフリカへ運ばれ闇ドル商を通じて本物のドルなどに交換された。なお、北朝鮮の外交官がリビアで偽札の行使で逮捕された事件があったという。
その後、外交部に黄金山管理局ができ、マカオなど海外の銀行に口座を開設して、CD(譲渡性預金)や証券、債券を取引して、マネーロンダリングする洗練されたかたちになった。すでに、数十億ドルを他国の非合法組織と売買したとされる。また、康明道によれば偽札印刷所は101連絡所とされる。
北朝鮮の414連絡所の作成した偽100 ドル札は、複数の偽造紙幣鑑別機でも判別できないほど精巧である。印刷機やインクはヨーロッパから輸入している。他の情報機関でも偽札は作っているが、はるかに粗雑であると言う。
通信連絡
海外にいる工作員や、土台人との通信を暗号放送でおこなっていた。また、海外の放送や通信を傍受して分析も行っている。
印刷
偽札だけでなく、対南工作に必要な一切の印刷物をここで作っている。例えば、偽造旅券、偽造住民登録証、偽造運転免許証、対南宣伝用のビラ、主体思想宣伝用の冊子などである。

### 915病院
北朝鮮工作員、工作員養成機関（金正日政治軍事大学）の教官・学生、招待所に生活する拉致被害者外国人のための病院である。工作員の家族であっても入院できるのは配偶者だけであり、子女でさえも特別な場合でなければ許可されない。
915病院の正式名称は朝鮮労働党915連絡所であり、915研究所とも呼ばれる。患者に一般治療をほどこすばかりではなく、各種の毒薬や劇薬、テロ装備、麻酔剤や麻薬・覚醒剤を秘密裡に製造している。
915病院の麻薬製造部門には250名が従事している。北朝鮮咸鏡南道長津郡と赴戦郡の一帯には、阿片の原料となるケシの大規模な農園があるが『白桔梗農園』と偽っている。ケシの汁は1次加工され阿片として915病院研究所に送られ、ヘロインなどへ2次加工される。病院敷地内でも阿片の原料となるケシの栽培がおこなわれている。最終的には、二重のビニールパックに入れられた粉末や注射器、直径5mm程度の錠剤などの製品になる。
915病院で製造された麻薬・覚醒剤は、工作船によって日本、東南アジア、中東、ラテンアメリカなどへ運ばれ、その代価として外貨が得られ、また、かつては武器やココム製品（対共産圏輸出統制品）などと交換された。安明進によれば、日本の暴力団を連れてきて、質の高い麻薬を製造する研究がなされていたこともあったという。

### 金正日政治軍事大学
金正日政治軍事大学は工作員の養成所である。入学は自分の意思ではなく、当局の召喚によるものであり、入学生の多くはそこが工作員養成の機関であることを知らないまま入学する。金正日政治軍事大学は平壌市兄弟山区域鶴山里と龍城区域新美里一帯に広大なキャンパスを持っている。敷地内に695病院がある。

### 陸上連絡所と海上連絡所
工作員の侵入基地である陸上連絡所を開城と沙里院・平康郡に、海上連絡所を清津・元山・南浦・海州に持つ。
海上連絡所は、数百隻の工作船を所有する。これらの工作船は、日本、東南アジア、中東へ漁船に偽装して出入りしている。また、南浦連絡所は、『東建愛国号』という貿易船を所有しており、金正日政治軍事大学は『勝利号』という貿易船を所有している。清津連絡所は対日工作も担当している。

## 歴代部長
- 李完基
- 任浩君
- 呉克烈[15]